# تنزانيا في الألعاب الأولمبية
تنزانيا في الألعاب الأولمبية تقوم اللجنة الأولمبية التنزانية بالإشراف في شؤون مشاركة تنزانيا في الألعاب الأولمبية، شاركت تنزانيا أول مرة في الألعاب الأولمبية في دورة 1964 في طوكيو في اليابان، تمكنت تنزانيا من الفوز بميداليتين فضيتين فقط، فازت بهما في دورة 1980 في موسكو في ألعاب القوى.